# Запис Весића орах (Милошево)
Запис Весића орах (Милошево) се налази на парцели чији је власник Весић Срећко.

## Локација
| Општина             | Јагодина                                                         |
| Катастарска општина | Милошево                                                         |
| Потес               | Стража                                                           |
| Координате          | 44° 05′ 50″ С; 21° 09′ 53″ И / 44.097299999999997° С; 21.1647° И |
| Надморска висина    | 112m                                                             |

## Карактеристике
Дендрометријске вредности утврђене на терену и сателитским снимцима:
| Стабло                     | Орах |
| Висина стабла              | m    |
| Обим дебла                 | m    |
| Пречник крошње             | 5m   |
| Пречник дебла              | m    |
| Висина дебла до прве гране | m    |

## База записа
Запис је у оквиру Викимедија пројекта "Запис - Свето дрво" заведен под редним бројем 1154.